# Noah Steiner
Noah Steiner (* 26. Februar 1999 in Wien) ist ein österreichischer Fußballspieler.

## Karriere
Steiner begann seine Karriere beim SC Wolkersdorf. Zur Saison 2007/08 wechselte er in die Jugend des FK Austria Wien, bei dem er später auch in der Akademie spielte. Zur Saison 2017/18 rückte er in den Kader der Amateure der Austria, für die er jedoch nicht zum Einsatz kam.
Im Jänner 2018 wechselte er zur SV Schwechat. Im März 2018 debütierte er in der Regionalliga, als er am 21. Spieltag der Saison 2017/18 gegen den SC Neusiedl am See in der Startelf stand. Bis Saisonende kam er zu 14 Einsätzen für Schwechat. Im Februar 2019 wechselte er zu den ebenfalls drittklassigen Amateuren des SKN St. Pölten. Im April 2019 stand er gegen den LASK erstmals im Kader der Profis. Im Juni 2019 erzielte er bei einem 3:3-Remis gegen den FC Marchfeld Donauauen sein erstes Tor in der Regionalliga. Mit den SKN Juniors stieg er am Ende der Saison 2018/19 aus der Regionalliga ab.
Im August 2019 gab er sein Debüt für die Profis in der Bundesliga, als er am fünften Spieltag der Saison 2019/20 gegen die SV Mattersburg in der Startelf stand. Nach fünf Einsätzen in der Bundesliga wurde sein Vertrag im Jänner 2020 aufgelöst und er wechselte zum viertklassigen First Vienna FC, bei dem er einen bis Juni 2020 laufenden Vertrag erhielt. Mit der Vienna stieg er zunächst am Ende der Saison 2020/21 in die Regionalliga und dann am Ende der Saison 2021/22 in die 2. Liga auf. In der 2. Liga kam er in Folge zu 78 Einsätzen für die Vienna.
Nach fünfeinhalb Jahren in Wien wechselte Steiner zur Saison 2025/26 zum Ligakonkurrenten SV Stripfing.